# Qasr el-ʿAl
Qasr el-ʿAl ist eine eisenzeitlich gegründete Befestigung, die nach nabatäischen Umbauten womöglich auch in römischer und frühbyzantinischer Zeit als Wachstation diente. Seine Besatzung könnte für rückwärtige Sicherungs- und Überwachungsaufgaben am Limes Arabiae et Palaestinae in der spätantiken Provinz Arabia zuständig gewesen sein. Die teilweise erhalten gebliebenen Baureste befinden sich rund sechs Kilometer nördlich des Praetorium Mobeni und etwa sechzig Kilometer südlich der jordanischen Hauptstadt Amman auf 845 Metern Seehöhe. Die heutigen Kleinstadt Al-Qatrana befindet sich rund 17 Kilometer nordwestlich des Qasr el-ʿAl.

## Lage
Der auf einer Kuppe unmittelbar über einer nach Norden steil abfallenden Klippe errichtete mächtige Turm bot einen ausgezeichneten, kilometerweiten Fernblick. Im Norden reichte die Sicht über das Wadi es-Suʿeida bis zum vier Kilometer nordöstlich entfernten Quadriburgium Qasr eth-Thuraiya. Südwestlich waren in einer Entfernung von fünf Kilometern die Wachturmstelle Qasr Abu el-Kharaq und südlich, sechs Kilometer weiter, das Praetorium Mobeni einzusehen. Sogar das rund 20 Kilometer im Südwesten gelegene rückwärtige Kastell Khirbet el-Fityan lag im Blickfeld.

## Forschungsgeschichte
Die Anlage wurde während einer Forschungsreise im April 1897 von dem österreichischen Althistoriker Alfred von Domaszewski (1856–1927) und dem deutsch-amerikanischen Philologen Rudolf Ernst Brünnow (1858–1917) untersucht und photographiert. Im Juli 1900 besuchte auch der Orientalist Alois Musil (1868–1944) das Ruinengelände und untersuchte die Gemäuer. Die Beduinen nutzten damals die Turmreste sowie ein Nebengebäude als Begräbnisstätte.  Erst mit dem Biblischen Archäologen Nelson Glueck (1900–1971) begannen die Forschungen des 20. Jahrhunderts an diesem Qasr. Glueck publizierte seine Ergebnisse 1939.
Den ausschlaggebenden Beitrag zur modernen Erforschung des spätantiken Limes Arabicus leisteten die Untersuchungen des amerikanischen Provinzialrömischen Archäologen Samuel Thomas Parker (1950–2021), der mit einer Mannschaft aus Wissenschaftlern unterschiedlicher Disziplinen von 1980 bis 1989 archäologische Expeditionen unternahm. Als Leiter des Limes Arabicus Projects legte er dabei seinen Schwerpunkt auf den römischen Grenzverlauf in Zentraljordanien. In diesem Zusammenhang war auch der Qasr el-ʿAl ein Teil dieser Forschungen.

## Baugeschichte
Glueck identifizierte den Fundort als Teil einer Kette von moabitischen Befestigungen. Seine Vermutung wurden durch die Untersuchungen des Limes-Arabicus-Projekts gestützt, bei denen eisenzeitliche Keramik geborgen wurde. Zudem legt das archäologische Material eine Neunutzung des Platzes während der nabatäischen und frühbyzantinischen Periode nahe.
Der nordnordöstlich-südsüdwestlich orientierte Qasr el-ʿAl, nach Parker einer der strategisch bedeutendsten Standorte in der Region, besteht aus einer umwehrten, rechteckigen Einfriedung, die rund 60 × 68 Meter umfasst. Die Mauern dieser Umwehrung sind durchschnittlich 1,50 Meter stark. Innerhalb dieses eingefriedeten Bereichs lassen sich Spuren einer Bebauung entlang der Umfassungsmauer beobachten. Der diesen Platz beherrschende mächtige Turm bildet ein Geviert von 16 × 20 Metern und wurde ähnlich wie der Qasr Abu el-Kharaq in megalithischer Bauweise errichtet. Das Mauerwerk des Turms erreicht stellenweise noch eine Höhe von vier bis sechs Metern. An seiner Nordwand dokumentierte der Archäologe Vincent Anthony Clark von der Universität Melbourne eine nabatäische Inschrift.
Südöstlich, unterhalb des Fundplatzes, gibt viele Zisternen und flache Höhlen im anstehenden Felsen.
Bei seiner Feldbegehung am und im Qasr konnte Glueck eine Vielzahl an eisenzeitlichen Scherben entdecken. Auch die Menge der nabatäischen Keramikreste, zu denen Stücke aller Art gehörten, war nicht unerheblich, während sich nur eine kleine Anzahl an frühbyzantinischen Fragmenten entdecken ließ. Parker konnte bei einer Feldbegehung im Jahre 1976 insgesamt 46 identifizierbare Scherben an der Oberfläche sammeln. Hinzu kamen 65 später durch das Limes-Arabicus-Projekt aufgelesene Keramikfragmente, von denen sechs unidentifizierbar blieben. Da die bei diesen Untersuchungen gesammelten Scherben jedoch nur eine sehr geringe Ausbeute an spätrömisch-frühbyzantinischem Material brachten, ging Parker sehr vorsichtig nur von einer maximal begrenzten Nachnutzung des Qasr durch die römische Armee aus. Eine wissenschaftlich eindeutige Bestätigung des Qasr el-ʿAl als Teil des spätantiken Limes ließen die Funde nach Parker jedoch nicht zu. Nachstehend eine Liste des identifizierbaren keramischen Materials aus den beiden genannten Feldbegehungen.
| Anzahl | Zeitstellung                 | Bemerkung                  |
| ------ | ---------------------------- | -------------------------- |
| 31     | eisenzeitlich                | ca. 1200–539 v. Chr.       |
| 8      | eisenzeitlich II             | ca. 900–539 v. Chr.        |
| 45     | frührömisch-nabatäisch       | ca. 63 v. Chr.–135 n. Chr. |
| 3      | spätrömisch-frühbyzantinisch | ca. 135–502 n. Chr.        |
| 1      | spätrömisch III-IV           | ca. 235–324 n. Chr.        |
| 3      | frühbyzantinisch             | ca. 324–502 n. Chr.        |
| 13     | frühbyzantinisch I-II        | ca. 324–400 n. Chr.        |
| 1      | modern                       |                            |

Neben der Keramik konnten im Rahmen des Limes-Arabicus-Projekts auch drei Steingeräte aufgelesen werden, die dem Jungpaläolithikum/Epipaläolithikum zugeordnet werden konnten. Als einziges Metallobjekt fand sich ein kleines, den Beduinen zugeschriebenes Bronzeblech-Fragment.